# Mendicino
Mendicino es una localidad italiana de la provincia de Cosenza, región de Calabria, con 9.108 habitantes.

## Evolución demográfica
| Gráfica de evolución demográfica de Mendicino entre 1861 y 2001 |
|                                                                 |
| Fuente ISTAT - Elaboración gráfica por parte de Wikipedia       |